# Ans

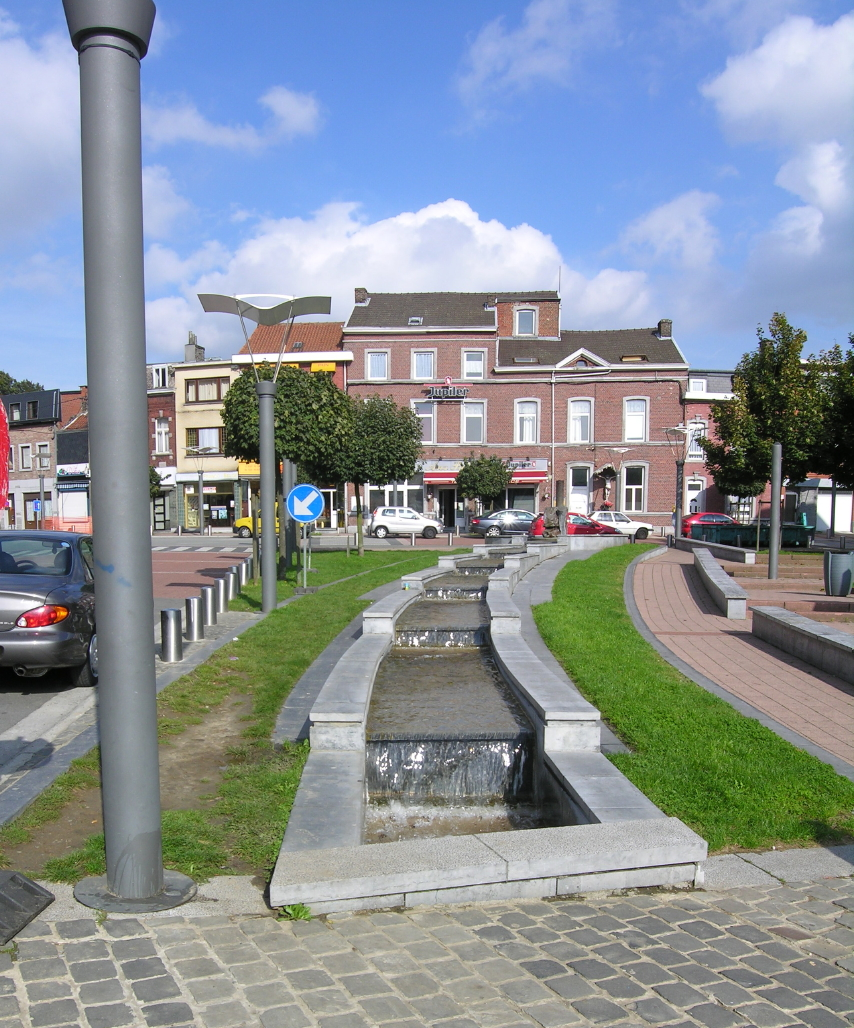
El río Légia en Ans.

Ans (en valón Anse) es una localidad y municipio francófono de Bélgica situado en Valonia, en la provincia de Lieja. Cuenta con más de 28 000 habitantes.
Situado en el borde de la ciudad de Lieja, conoció un pasado carbonero. La hulla fue explotada desde el siglo XIII y el municipio contó hasta 4 minas de dicho mineral. Ans es también localidad de fin de etapa en la carrera ciclista Lieja-Bastogne-Lieja (que habitualmente se desarrolla en abril).
Ans forma con Lieja, Seraing, Herstal, Saint-Nicolas y Flémalle la aglomeración de Lieja (480 000 habitantes). Desde las fusiones de municipios, el municipio de Ans comprende también los núcleos de población de Alleur, Xhendremael y Loncin.
Desde 1999, Ans está hermanado con la asociación "País de Ans", en el Périgord (Francia). Esta asociación agrupa a seis comunas que llevan la desinencia d'Ans: Badefols-d'Ans, La Boissière-d'Ans, Chourgnac d'Ans, Granges-d'Ans, Sainte-Eulalie-d'Ans y Saint-Pantaly-d'Ans. Ambas regiones comparten una historia común. En el siglo XIV, el señor de Hautefort-en-Périgord, señor feudal de toda la región, casó a una de sus hijas con un Señor de Ans en Bélgica (las Flandes en aquella época). Le aportó, de dote, varios territorios cuyos pueblos llevan aún hoy el nombre de Ans.

## Geografía

### Secciones del municipio
El municipio comprende los antiguos municipios, que se fusionaron en 1977:
| - Ans - Alleur - Xhendremael - Loncin |

## Demografía

### Evolución
Todos los datos históricos relativos al actual municipio, el siguiente gráfico refleja su evolución demográfica, incluyendo municipios después de efectuada la fusión el 1 de enero de 1977.
| Gráfica de evolución demográfica de Ans entre 1846 y 2019 |
|                                                           |

## Política

### Administración 2007-2012
La junta administrativa de Ans se compone de una coalición de PS y MR.
Forman parte de la administración las siguientes personas:
| Ayuntamiento        | Ayuntamiento |
| ------------------- | --- |
| Alcalde             | Michel Daerden (PS) |
| Teniente de alcalde | Fernand Gingoux (PS) |
| Concejales          | Stéphane Moreau (PS) Yves Parthoens (PS) Jean-Claude Peeters (PS) Nathalie Dubois (PS) Thomas Cialone (MR) Francy Dupont (PS) |